# Jac Karlsson
Jac Karlsson (født d. 16. april 1986 i Karis) er en finsk håndboldspiller som spillede i Team Tvis Holstebro. Han kom til klubben i 2015. Han har tidligere optrådt for finske BK 46 Karis, norske IL Runar og Mors-Thy Håndbold.